# NGC 479

NGC 479

NGC 479 (المعروف أيضا باسم UGC 893, MCG 1-4-31, ZWG 411.31, ARP 8, PGC 4905) هي مجرة حلزونية تقع في كوكبة الحوت. اكتشفها عالم الفلك الألماني ألبرت مارث في 27 أكتوبر 1864. وتبعد حوالي 234 مليون سنة ضوئية عن الأرض.

## وصلات خارجية
- NGC 479 على موقع ويكي سكاي: DSS2, SDSS, GALEX, IRAS, Hydrogen α, X-Ray, Astrophoto, Sky Map, Articles and images